# ریچتون پارک (ایلینوی)
ریچتون پارک (به انگلیسی: Richton Park) یک روستا در ایالات متحده آمریکا است که در ایلینوی واقع شده‌است. ریچتون پارک ۱۰٫۳۳ کیلومتر مربع مساحت و ۱۳٬۶۴۶ نفر جمعیت دارد.